# Метеостанція Світязь
Метеостанція Світязь — метеорологічна станція, що знаходиться в селі Світязь. Складається з метеомайданчика, на якому розташована переважна кількість приладів, що фіксують метеоелементи, і замкненого приміщення, в якому встановлюється барометр і барограф та ведеться обробка спостережень. Одержані на метеостанціях дані кодують і надсилають до метеорологічних центрів. Із Світязя дані надсилають до Луцька.

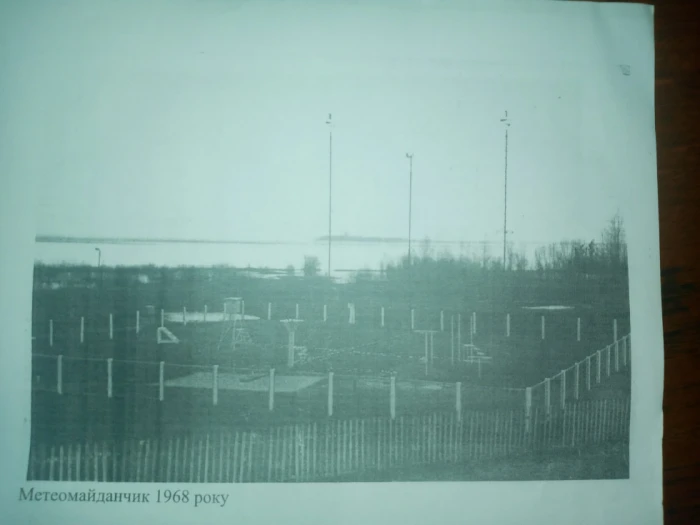
Метеомайданчик 1968 року.

Метеостанція Світязь працює цілодобово, та 7 днів на тиждень. Метеорологи знімають та відправляють показники 8 разів на добу, між якими проходять однакові інтервали часу (3 години).

## Історія
Гідрометстанція (так століття тому називали установу для проведення спостережень за погодою) почала функціонувати в селі Світязь ще «за Польщі». Спостереження, в тому числі водомірного поста, проводив священник Світязької церкви. У 1939 році, коли в село прийшли більшовики, святий отець помер, з цього часу перестала існувати і станція. В період німецької окупації з її приміщення зникли всі документи, обладнання, з метеомайданчика — прилади.
28 липня 1945 року село звільнили від нацистів, і метеостанція знову відновила роботу. За 75 літ відбулося багато змін: побудували нове приміщення, вдосконалили методи роботи, придбали новітнє обладнання, незмінними залишилися тільки завдання установи.